# Bowmanville Creek
Bowmanville Creek är ett vattendrag i Kanada.   Det ligger i provinsen Ontario, i den sydöstra delen av landet, 290 km sydväst om huvudstaden Ottawa.